# Робер Мамбе
Робер Бегре Мамбе (фр. Robert Beugré Mambé) (1 січня 1952 , Дабу, Район Лаґюн ) — івуарійський інженер-будівельник і політик. 
У 2011—2023 рр. губернатор Абіджанського автономного округу. Обіймає посаду прем’єр-міністра Кот-д’Івуару з 17 жовтня 2023 року.

## Біографія
Закінчив Вищу національну школу громадських робіт в Абіджані та Паризький Центр високих будівельних досліджень, потім Національну школу мостів та доріг. 
Навчався управління бізнесом в Івуарійському центрі управління бізнесом.
Спочатку був членом Демократичної партії Кот-д'Івуару (PDCI), колишньої єдиної партії, яка зараз є головною опозиційною партією. 
Нині член Об'єднання республіканців, центристської ліберальної політичної партії Кот д'Івуару. 
Був керівником Центрального бюро технічних досліджень Кот-д'Івуару, а згодом президентом Незалежної виборчої комісії (CEI) країни (2005—2010).
У квітні 2011 року призначений губернатором Абіджанського автономного округу. 
На цій посаді займався основними перетвореннями економічної столиці Кот-д'Івуару.
У 2018 році був обраний депутатом парламенту Кот-д'Івуару.
16 жовтня 2023 року президент Алассан Уаттара призначив його прем'єр-міністром Кот д'Івуара, як представника коаліційного Об'єднання уфуетистів за демократію та мир
.
Батько чотирьох дітей.